# Johar Bendjelloul

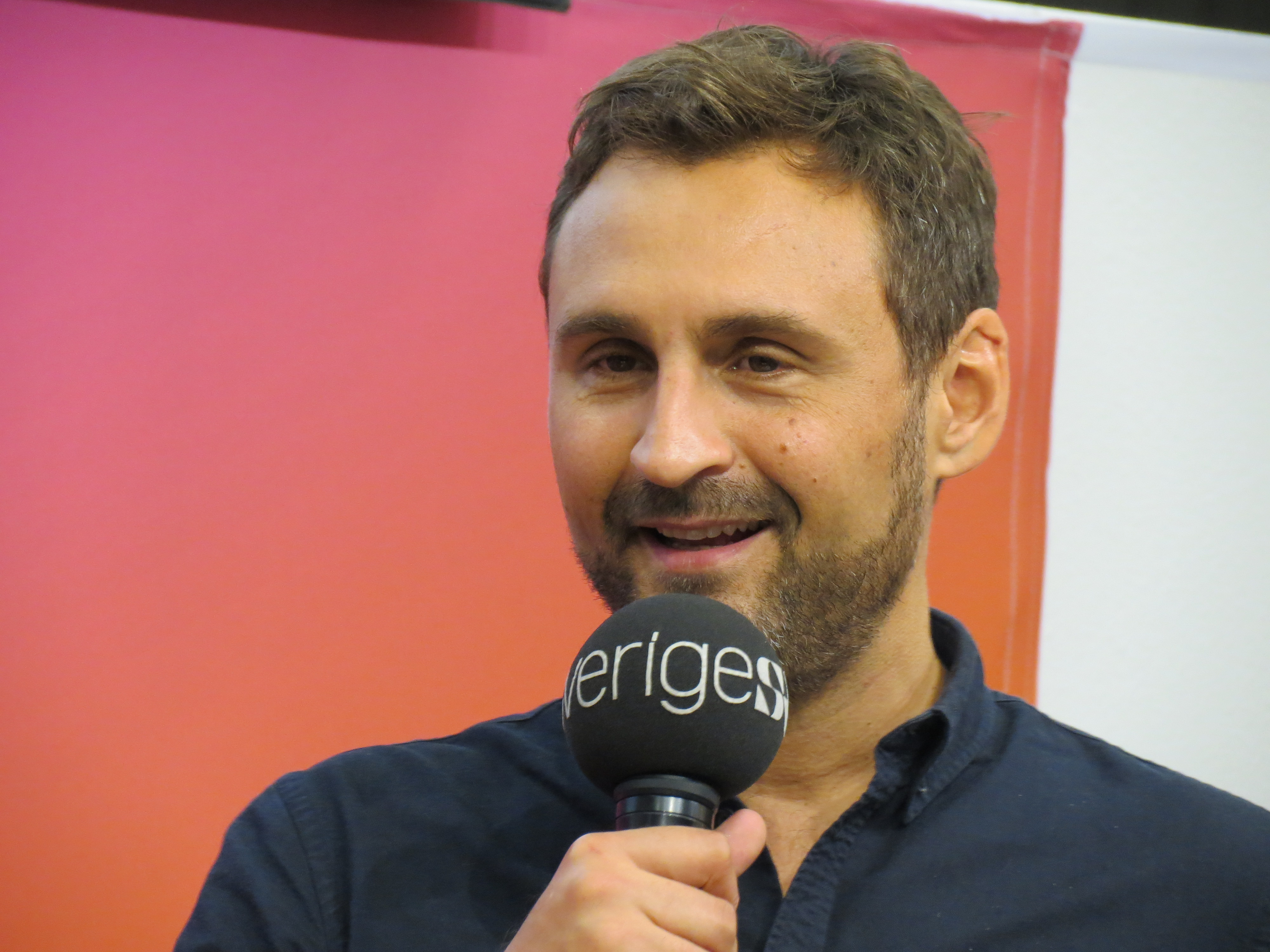
Johar Bendjelloul på Bokmässan i Göteborg 2017.

Johar Bendjelloul, född 1 september 1975 i Finska församlingen, Stockholm, är en svensk programledare och journalist.

## Biografi

### Karriär
Johar Bendjelloul arbetade inom Sveriges Television från 1996 till 2012 där han bland annat var reporter och programledare för Kulturnyheterna, programledare och redaktör för Babel och arbetade på Aktuellt. Från 2010 var han programledare för Gomorron Sverige på SVT1. Från januari 2013 till 2017 var han programledare för P1 Morgon i Sveriges Radio. 
År 2014 tilldelades han tidningen Journalistens pris "Årets stilist". Från början av 2017 till och med november samma år var han programledare för Studio Ett och gjorde Europapodden för Sveriges Radio. Mellan november 2017 och april 2021 arbetade han på Dagens Nyheter med att skriva porträtt, göra podcast och leda evenemang. År 2021 återvände han till Sveriges Radio som programledare på Ekot. Sedan 2022 gör han makthavarintervjuer i Ekots Lördagsintervju. 

### Övrig medverkan i media
År 2018 vann han i underhållningsprogrammet På spåret i lag med Josefin Johansson. Laget gick säsongen 2019/2020 till final där de förlorade mot Parisa Amiri och Gunnar Wetterberg. Under 2022 och 2023 medverkade Bendjelloul som rappare på Johanssons inspelningar "C U in B3RLIN" och "Dinosaur".
År 2020 och 2021 spelade han sig själv i tredje och fjärde säsongen av komediserien Helt Perfekt på Kanal 5. 

### Familj
Johar Bendjelloul är son till läkaren Hacène Bendjelloul, född i Franska Algeriet, och konstnären och översättaren Veronica Schildt Bendjelloul. Han är dotterson till skådespelaren Henrik Schildt (1914–2001) och bror till dokumentärfilmaren och barnskådespelaren Malik Bendjelloul (1977–2014). Han har tidigare varit gift med filmkritikern Wanda Bendjelloul och har två barn tillsammans med henne. Han har ett förhållande med journalisten My Rohwedder och tillsammans har de ett barn.
Han växte upp i Ängelholm i Skåne.

## Stiftelsen Malik Bendjellouls minne
För att hedra minnet av sin avlidne bror startade Johar Bendjelloul den 14 september 2015, på Maliks födelsedag, Stiftelsen Malik Bendjellouls minne för stöd till andra dokumentärfilmare. Fonden är tänkt att premiera projekt som följer regissörens ”goda berättande och gör-det-själv-anda". Den operativa delen kommer journalisten och dokumentärfilmaren Malcolm Dixelius att stå för och juryn kommer att bestå av en rad namnkunniga personer från film- och mediavärlden. Fonden kommer delvis att finansieras med så kallad gräsrotsfinansiering, vilket innebär att alla som bidrar med pengar också får rösträtt när man utser en stipendiat. Från 2016 delade stiftelsen ut stipendier på 10 000 € till filmare som arbetar i Maliks anda. 2016 gick Malikstipendiet till Jacob Frössén för hans film “The heart is a drum” och Anastasia Kirillova för “Bar answers”. 2017 tilldelades stipendiet Ellen Fiske & Ellinor Hallin för filmen “Scheme Birds”. 2018 vann Tomas Stark och Erik Lavesson med “The Standard Man”. 2019 segrade Gorki Glaser-Müller med filmen “Children of the enemy”. 2020 delades Malikstipendiet ut för sista gången, till tre filmare: Clara Tägtström för “Slab City”, Charly Wai Feldman för “I am Sarah” och Raisa Răzmeriță för "Electing Miss Santa". 